# Diapterobates altimontanus
Diapterobates altimontanus är en kvalsterart som beskrevs av Hammer 1977. Diapterobates altimontanus ingår i släktet Diapterobates och familjen Humerobatidae. Inga underarter finns listade i Catalogue of Life.